# Brian Houghton Hodgson

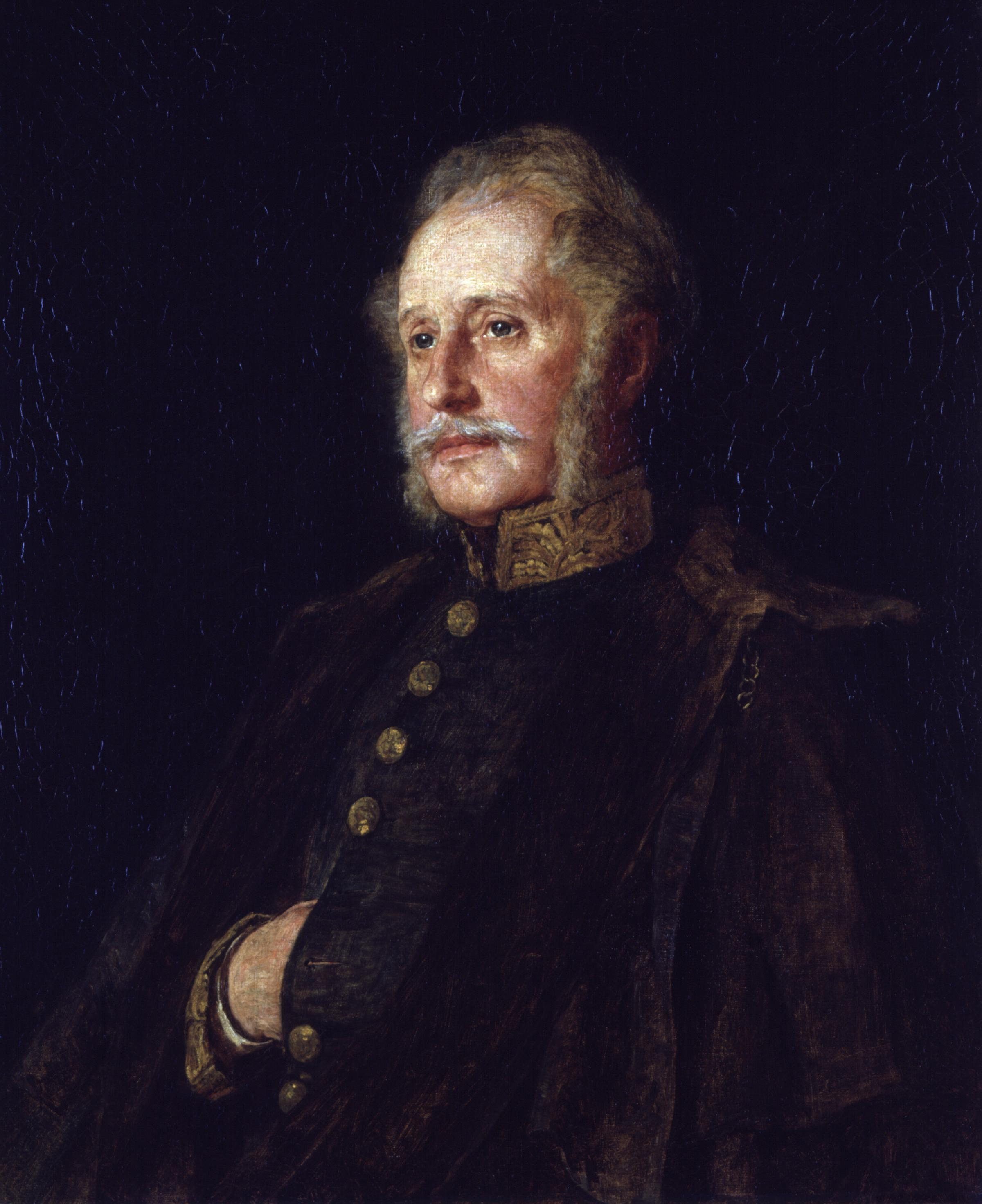
Brian Houghton Hodgson

Brian Houghton Hodgson (* 1. Februar 1800 in Lower Beech, Prestbury, Cheshire; † 23. Mai 1894 in Alderley, Gloucestershire) war ein britischer Ethnologe, Orientalist und Naturforscher. Er verbrachte einige Jahre als britischer Gesandter in Kathmandu, Nepal.

## Leben und Karriere
Hodgson studierte 1816/17 am British East India Company’s Haileybury College und verdiente sich dort eine Medaille in Klassizismus sowie Preise in Bengali und Politischer Ökonomie. Anschließend segelte er nach Kalkutta, um einen Posten als Verwaltungsbeamter an der British East India Company anzunehmen. Nebenbei studierte er am Fort William College weiter. Damit er sich von einer Erkrankung erholen konnte, wurde er 1818 als Zweiter Botschafter nach Kumaon geschickt. In Kathmandu wurde er 1820 Zweiter Kolonialverwalter nach Edward Gardner in der Regierung von Nepal. Da er in dieser Position dort aber kaum etwas zu tun fand, kehrte er nach Kalkutta zurück, wo er als Zweiter Außenminister eingesetzt wurde. Jedoch erkrankte er dort bald wieder wegen der Hitze und der hohen Luftfeuchtigkeit. Also schickte man ihn 1824 nach Nepal zurück, wo er 1829 erst zum Geschäftsführenden und 1833 zum Britischen Gesandten von Nepal aufstieg. Zu Beginn seiner Amtszeit als Kolonialverwalter stand er mehrere Jahre lang immer wieder mit den Rana-Maharadschas in Konflikt, dem er 1839 mit einem Vertrag ein Ende setzte, der beide Seiten zufriedenstellte. Jedoch änderte der Vizekönig (Generalgouverneur) von Indien, Lord Ellenborough (1790–1871) die Klauseln des Vertrages, die Hodgson über die nepalesische Regierung stellten, um eventuellen Unruhen in Nepal während des Konflikts in Afghanistan vorzubeugen. Hodgson missachtete seine Anweisungen und rechtfertigte dies mit seiner genauen Kenntnis über diese Situation.

## Weitere Studien
In Nepal lebte Hodgson mit einer muslimischen Frau in einer Wohngemeinschaft zusammen und hatte mit ihr zwei Kinder. Dort studierte er das nepalesische Volk und brachte über 140 Schriften über deren Sprachen, Literatur und deren Religion, den Buddhismus, heraus. Er studierte ebenso die Flora und Fauna dieses Königreichs und sammelte eine Vielzahl an Säugetieren, die er später dem British Museum in London überließ. Dort entdeckte er auch unter weiteren 39 Säugetierarten eine neue Antilopenart, die nach ihm benannt wurde: die Tibetanische Antilope (Pantholops hodgsonii). Des Weiteren entdeckte er 124 bis dahin unbekannte Vogelarten, von denen er 79 als erster beschrieb. Er selbst hielt auch einige wilde Tiere in Gefangenschaft, um sie besser studieren zu können. Seine Sammlungen, ausgestellt 1843 und 1858 im British Museum, umfassten über 10.500 verschiedene Arten. Zusätzlich beinhaltete die Kollektion tausende von Zeichnungen und Farbskizzen in Indien heimischer Tiere. Diese wurden von indischen und nepalesischen Künstlern wie Rajman Singh oder Tursmoney Chitterkar unter seiner Anleitung angefertigt. Einige Werke davon gehören heute der Zoological Society of London.

## Lebensabend
Hodgson gab 1843 sein Amt als Britischer Kolonialverwalter auf und kehrte für kurze Zeit nach Großbritannien zurück. Jedoch im folgenden Jahr schon siedelte er nach Darjeeling um und setzte seine Forschungen der nordindischen Völker fort. Auf einem weiteren kurzen Besuch in Großbritannien nahm er sich Anne South zur Frau. Weil es auch ihr in Darjeeling gesundheitlich nicht gut ging, ließen sie sich 1858 in Großbritannien nieder, und zwar in den Cotswolds. Im Jahre 1868 starb seine Ehefrau, zwei Jahre darauf heiratete er Susan Townsend und starb am 23. Mai 1894 in Alderley Grange, Gloucestershire.

## Ehrungen
Nachdem er 88 Manuskripte in Sanskrit auf eigene Kosten dem Collège de France in Paris überließ, wurde er 1838 Mitglied der Französischen Ehrenlegion und erhielt dort eine Goldmedaille dafür. Im selben Jahr überreichte ihm die Société asiatique eine weitere Goldmedaille und er wurde zum Ehrenmitglied am Institut de France. In Frankreich und Deutschland für seine Forschungen gefeiert, wurden seine Verdienste im Heimatland kaum gewürdigt. Nur mit Widerwillen wurde er im Jahre 1877 Fellow of Royal Society, und erst mit seinem 89. Lebensjahr verlieh ihm die Oxford University den Titel des Ehrendoktors.

### Taxonomie
Hodgson zu Ehren wurde die Kürbisgattung Hodgsonia  sowie der Tschiru und das Tibet-Argali benannt.

## Werke
- Miscellaneous Essays relating to Indian Subjects. Trübner, London 1880.
- Essays on the languages, literature, and religion of Nepál and Tibet. Trübner, London 1874.
- Comparative vocabulary of the languages of the broken tribes of Népál. Calcutta 1859.
- Papers relative to the colonization, commerce, physical geography, &c. ... Calcutta 1857.
- Route of two Nepalese Embassies to Pekin with remarks on the water-shed and plateau of Tibet. Hodgson, Darjeeling 1856.
- Route from Kathmandu, the capital of Nepal, to Darjeeling in Sikim, interspersed with remarks on the people and country. Calcutta 1848.
- Essay the first. Thomas, Calcutta 1847.
- Preeminence of the vernaculars. Serampore 1847.
- Catalogue of Nipalese birds between 1824 and 1844. Calcutta 1844.
- Illustrations of the literature and religion of the Buddhists. Serampore, 1841.